# Lamprechtsburg

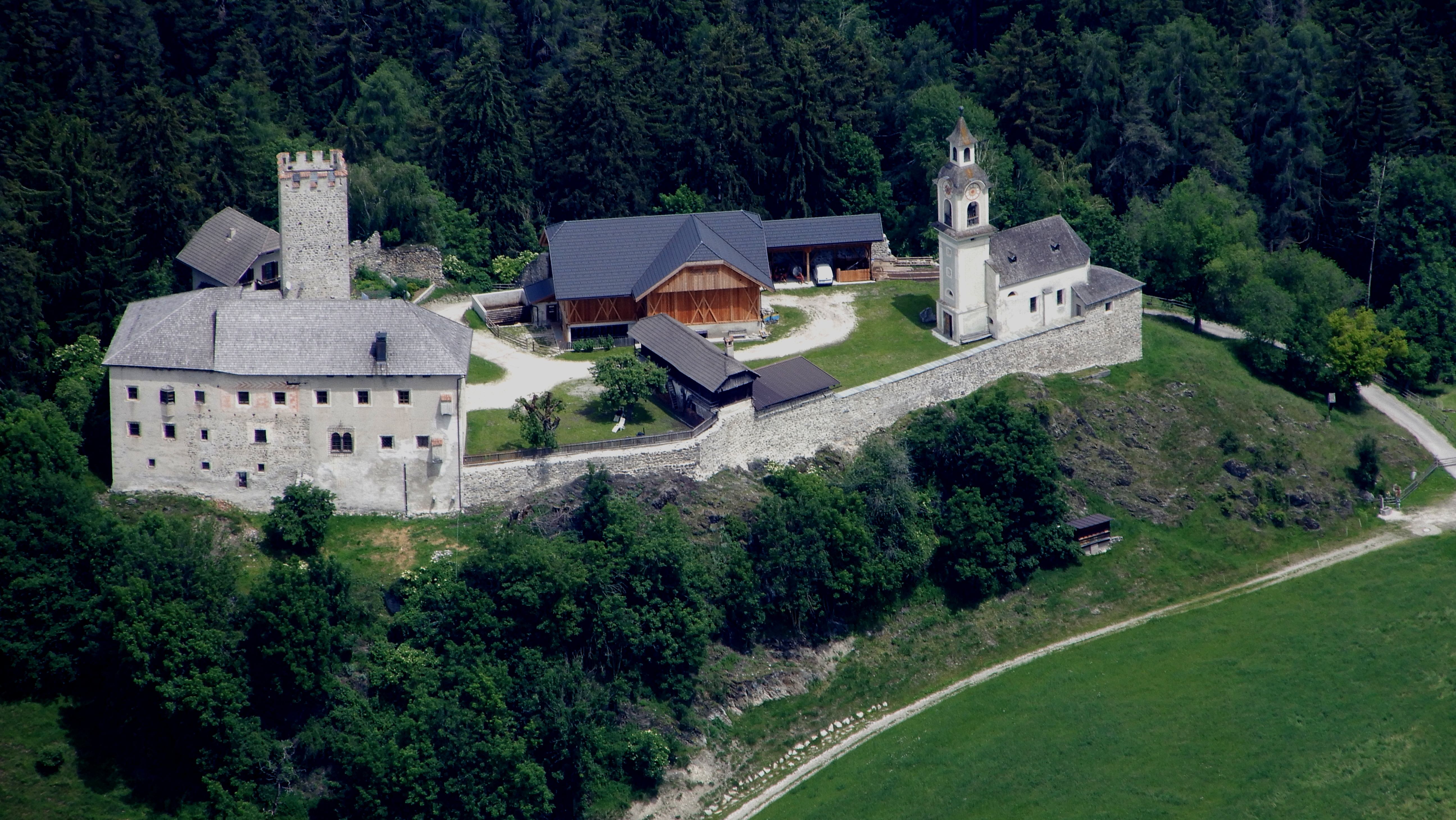
Lamprechtsburg, Luftaufnahme (2018)

Die Lamprechtsburg (italienisch Castel Lamberto) ist eine mittelalterliche Burganlage in der Fraktion Reischach, die zur Südtiroler Stadt Bruneck gehört. Sie steht in 990 Meter Höhe auf einem Bergsporn im Pustertal, der an drei Seiten steil zur Rienzschlucht abfällt, und gehört damit zum Typus der Spornburg.

## Beschreibung
Die Anlage besitzt einen ovalen Grundriss und ist vollständig von einer Ringmauer umgeben, die im südlichen Teil einen Zwinger mit Rondell aufweist. Die Burg besteht aus einem schlichten Palas, einem zinnengekrönten Bergfried (dem wahrscheinlich ältesten Teil der Burg), Wirtschaftsgebäuden und einer Burgkapelle, deren heutige Bausubstanz in das 17. Jahrhundert datiert.
Ein Raum des Palas mit einer alten, erhaltenen Täfelung diente bis ca. 1990 als Gastwirtschaft.

## Geschichte
Die genauen Ursprünge der Burg sind bis heute nicht geklärt. Eine Kapelle an dieser Stelle wird in Urkunden bereits 1075/90 als „ad sanctum Lantpertum“ erwähnt. Deshalb wird angenommen, dass schon im 11. Jahrhundert dort eine hölzerne Wehranlage bestanden hat.
Um 1225 ließen entweder die Herren von Reischach oder Graf Albert III. von Tirol die Holzkonstruktion durch eine Befestigung aus Stein ersetzen, die 1229 erstmals urkundlich erwähnt wurde, als sie als Lehen des Brixener Fürstbistums an die Herren von Lamprechtsburg kam.
1336 wurde die Burg erobert und in Mitleidenschaft gezogen. Kaiser Karl IV. erwähnte sie in seiner Autobiographie „acquisivimus castrum montis sancti lamberti“. Nach der Eroberung kam die Lamprechtsburg aber wieder unter Brixener Lehnshoheit, und die Schäden wurden behoben.
Wie die Burgen Andraz und Thurn sowie die Kehlburg kam auch die Lamprechtsburg 1343 durch Verkauf als Lehen an den Brunecker Bürger Konrad Stuck. Nachdem seine Familie 1379 im Mannesstamm ausgestorben war, vergab das Brixener Hochstift die Anlage nicht mehr, sondern ließ sie fast 200 Jahre lang durch bischöfliche Pfleger verwalten.
1560 wurde Burg und Burgfrieden den Kirchmair (von Ragen) zu adeligem Schildlehen verliehen.
In den 1570er Jahren wurden umfangreiche Instandsetzungsarbeiten an den heruntergekommenen Gebäuden vorgenommen, ehe die Burg im Jahr 1692 an die Familie Winkler von Colz kam. Die Anlage blieb auch noch in deren Besitz, als die Burg 1803 im Zuge der Säkularisation des Fürstbistums Brixen an Tirol fiel. 1812 wurde die Anlage mit allen Gütern an den Priester Joseph Hauptmann verkauft, dessen Nachfahrin, Elisabeth Niederkofler, die heutige Burgeigentümerin ist.